# Sam Riley
Sam Riley (Menston, West Yorkshire, 1980. január 8.) angol énekes és színész.
Legismertebb alakítása Ian Curtis megformálása volt a Control (2007) című életrajzi filmben. Fontosabb szerepei voltak még az Úton (2012), a Demóna (2014) és a Demóna: A sötétség úrnője (2019) című filmekben is.

## Filmográfia
| Év   | Magyar cím                          | Eredeti cím                     | Szerep         | Magyar hang          |
| ---- | ----------------------------------- | ------------------------------- | -------------- | -------------------- |
| 2007 | Control                             | Control                         | Ian Curtis     | Pálmai Szabolcs      |
| 2008 | Franklyn                            | Franklyn                        | Milo           | Pálmai Szabolcs      |
| 2010 | A 13-as                             | 13                              | Vincent Ferro  | Gáspár András        |
| 2010 | Brightoni szikla                    | Brighton Rock                   | Pinkie Brown   | Kovács Lehel         |
| 2012 | Úton                                | On the Road                     | Sal Paradise   | Horváth Illés        |
| 2012 | Bizánc                              | Byzantium                       | Darvell        | Markovics Tamás      |
| 2014 | A sötét völgy                       | The Dark Valley                 | Greider        | Simon Kornél         |
| 2014 | Demóna                              | Maleficent                      | Holló          | Csőre Gábor          |
| 2015 | Francia szvit                       | Suite Française                 | Benoit Labarie | Csík Csaba Krisztián |
| 2016 | Büszkeség és balítélet meg a zombik | Pride and Prejudice and Zombies | Mr. Darcy      | Szatory Dávid        |
| 2016 | Össztűz (Kereszttűz)                | Free Fire                       | Stevo          | Moser Károly         |
| 2017 |                                     | SS-GB (minisorozat)             | Douglas Archer |                      |
| 2018 |                                     | Happy New Year, Colin Burstead  | David          |                      |
| 2018 | A szavak ereje                      | Sometimes Always Never          | Peter          | Zámbori Soma         |
| 2019 | Radioaktív                          | Radioactive                     | Pierre Curie   | Moser Károly         |
| 2019 | Demóna: A sötétség úrnője           | Maleficent: Mistress of Evil    | Holló          | Csőre Gábor          |
| 2020 | A Manderley-ház asszonya            | Rebecca                         | Jack Favell    | Csőre Gábor          |
| 2021 | A briliáns csel                     | The Vault                       | James          | Pál András           |
| 2022 | Ő a szerelem                        | She Is Love                     | Idris          |                      |
| 2023 | Lánglelkű Katalin                   | Firebrand                       | Thomas Seymour |                      |
| 2023 |                                     | Madame Clicquot                 | Louis Bohne    |                      |

## Fordítás
- Ez a szócikk részben vagy egészben  a   Sam Riley című angol Wikipédia-szócikk fordításán alapul.  Az eredeti cikk szerkesztőit annak laptörténete sorolja fel. Ez a jelzés csupán a megfogalmazás eredetét és a szerzői jogokat jelzi, nem szolgál a cikkben szereplő információk forrásmegjelöléseként.